# Rough Common
Rough Common är en ort i grevskapet Kent i sydöstra England. Orten ligger i distriktet Canterbury och civil parishen Harbledown and Rough Common, cirka 2,5 kilometer nordväst om Canterbury. Tätorten (built-up area) hade 1 295 invånare vid folkräkningen år 2021.